# Ферхат-пашина библиотека у Бањалуци
Ферхат-пашина библиотека у Бањалуци представља културну установу на простору града Бањалука као значајн фактор у култури и образовању бошњака на овим просторима. Библиотека се налази у улици Kраља Петра I Карађорђевића и смјештена у просторијама бањалучког муфтијата. Поред џамије Ферхадија у Бањалуци, и библиотека је посвећена Ферхат паши Соколовићу.

## Турски период
Како се наводи у изворима на подручју БиХ су и прије постојале библиотеке оријенталних књига и рукописа. То су била мјеста као што су Бањалука, Сарајево, Тузла, Чајниче, Невесиње, Зворник, Ливно, и Тешањ. Бибилиотеке су имале већи или мањи број оријенталних књига и рукописа разне садржине. Међутим, већина тих наслова је пропало и уништено, осим приватних библиотека лица које су посједовале одрежен број наслова које су предане Гази Хусрев-беговој библиотеци.

## Библиотека данас
Библиотека је основана 2010. године уз помоћ мјесне заједнице,тј. града Бањалуке, Владе Републике Српске, Владе Федерације Босне и Херцеговине, Градске библиотеке Сарајево који су свој допринос дали у донацији наслова који чине данашњу библиотеку. Библиотеку је званично отворио реис Церић. Приликом оснивања библиотека је примила чак 3.000 наслова различитог садржаја.
Циљ оснивања ове библиотеке је првенствено ширење знања и културе прије свега на подручју града. Поред тога циљ оснивања је ширење омладинских и приградских дружења, промоције књига, интеракција свих мјесних заједница без обзира на припадност. Да је то тако говори и чињеница да су многи подржали оснивање ове библиотеке што доказује спремност да се у једном мјесту води сасвим подношљив живот уз толеранцију свих грађана, без обзира на вјеру.
Отварањем Ферхат-пашине библиотеке представници бошњака изразили велику захвалност за спремност да се помогне на једном оваквом пројекту. Данас ова билиотека има више од 8.000 наслова.
Оно што је посебно значајно за библиотеку јесте то да је збирка рукописа ове библиотеке проглашена националним покретним добром у Босни и Херцеговини, као националним спомеником.